# Rossijskaja ėkologičeskaja partija «Zelënye»
Il Partito Ecologista Russo «I Verdi» (in russo Российская экологическая партия «Зелёные»?) è un partito politico ambientalista della Federazione Russa fondato nel 1992; inizialmente designato Movimento Costruttivo-Ecologico di Russia «Cedro» (in russo Конструктивно-экологическое движение России «Кедр»?), fu ridenominato nel 2002.

## Storia
Il partito ottenne un seggio alle elezioni parlamentari del 1993, ma perse la sua rappresentanza alle elezioni del 1995.
Nelle elezioni regionali russe del 2007 "I Verdi" hanno ottenuto il 7,58% dei voti nell'Oblast di Samara, ottenendo seggi per la prima volta nella Duma regionale di Samara.
Prima delle elezioni parlamentari del 2007, la Commissione elettorale centrale russa ha deciso che il Partito non sarebbe stato in grado di candidarsi, a causa di un presunto numero elevato di firme false nelle loro liste (17%, oltre il 5% consentito).
Nel 2008 al XV congresso, gli esponenti principali del PER hanno deciso di trasformare il partito in un movimento sociale, il Movimento ecologico russo "Verdi" (Российское экологическое движение «Зеленые»). I leader del nuovo movimento hanno consigliato a tutti i membri e sostenitori del vecchio partito di unirsi a Russia Giusta, partito socialdemocratico russo.
Nel 2012 i membri del partito e gli iscritti si sono incontrati e hanno deciso di tornare ad essere un partito politico indipendente, e il partito venne nuovamente registrato come soggetto politico autonomo.
Il partito ha appoggiato Vladimir Putin nelle elezioni presidenziali in Russia del 2018.
Il 29 aprile 2021, sul sito web ufficiale del partito è stato pubblicata una dichiarazione del suo presidente Panfilov, in cui si afferma che un gruppo di persone guidato da Komarov su istruzioni delle autorità statali ha cospirato per ottenere il controllo del partito con l'obiettivo di impedirne la corsa alle elezioni della Duma del 2021. Il 12 maggio 2021, il Consiglio centrale ha espulso dal partito l'ex viceministro delle risorse di Krasnoyarsk krai, Shakhmatov, per aver partecipato al piano. Successivamente un gruppo di persone coinvolte nel piano ha inviato un comunicato ai mass media affermando che fosse avvenuto un congresso "illegittimo" del partito, nel quale era stato deciso di rovesciare l'ex dirigenza e di modificare lo statuto, in modo da impedire al partito di partecipare alle elezioni della Duma di Stato del 19 settembre 2021.
Nel successivo congresso ufficiale del partito, tenutosi dal 21 al 22 maggio 2021, la dirigenza del partito ha però annunciato la partecipazione alle elezioni parlamentari del 2021, in occasione delle quali il PER ha ottenuto lo 0,91% dei consensi, non superando la soglia del 5% richiesta per entrare nella Duma di Stato.

## Risultati elettorali

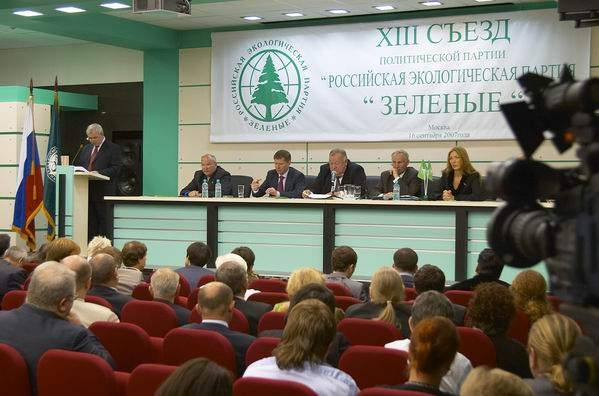
Il 13º Congresso del «Zelënye»

| Elezione          | Voti                          | %    | Seggi   |
| ----------------- | ----------------------------- | ---- | ------- |
| Parlamentari 1993 | 406.789                       | 0,76 | 1 / 450 |
| Parlamentari 1995 | 962.175                       | 1,39 | 0 / 450 |
| Parlamentari 1999 | Partecipa a livello regionale |      | 0 / 450 |
| Parlamentari 2003 | 253.985                       | 0,41 | 0 / 450 |
| Parlamentari 2007 | In Russia Giusta              |      | 0 / 450 |
| Parlamentari 2011 | In Russia Giusta              |      | 0 / 450 |
| Parlamentari 2016 | 399.429                       | 0,77 | 0 / 450 |
| Parlamentari 2021 | 512.420                       | 0,91 | 0 / 450 |